# ليسوم شبه جزيري
ليسوم شبه جزيري (الاسم العلمي:Illicium peninsulare) هو نوع نباتي يتبع جنس الليسوم من فصيلة الشزندرية.